# Höchstetten
Höchstetten là một đô thị ở huyện Burgdorf trong bang Bern ở Thụy Sĩ. Đô thị này có diện tích 2,64 km², dân số tháng 12 năm 2020 là 279 người.

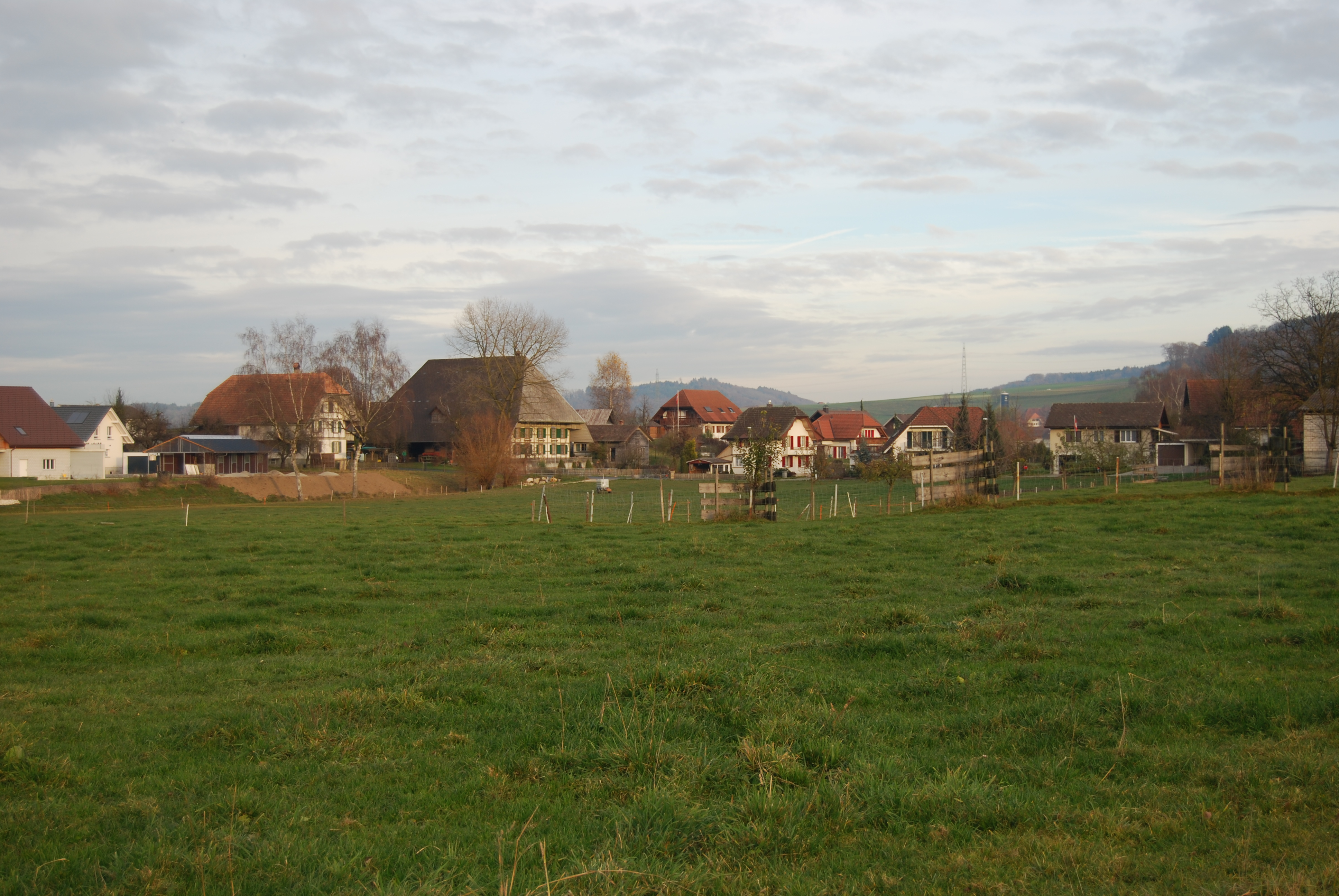
Höchstetten